# ヴェトルガ川
ヴェトルガ川（ヴェトルガがわ、ヴェトルーガ川（ヴェトルーガがわ）、ロシア語: Ветлу́га, ラテン文字表記: Vetluga, マリ語: Вӱтла、ラテン文字表記: Vütla）は、ロシアのキーロフ州、コストロマ州、マリ・エル共和国とニジニ・ノヴゴロド州を流れる河川である。ヴォルガ川下流のコジモデミヤンスク付近で北（左岸）から合流する支流で、長さ889km、流域面積は39,000平方kmにおよび、河口から700km上流までは航行可能である。
ヴェトルガ川はセーヴェルヌイエ丘陵の南に発し、北へ流れた後に90度向きを変え西へ、さらに90度向きを変え南へ流れ、南東方向に向かいヴォルガ川本流のチェボクサルイ人工湖に合流する。左岸は低地で、右岸は泥灰岩と砂岩で構成された標高100m近い丘陵地になっている。流れはゆるやかで、沿岸には多数の三日月湖が散在する。左支流にはネイ川（Нея）、大カクシャ川（Большая Какша）、ウスタ川（Уста）、ユロンガ川（Юронга）、右支流にはヴォフマ川（Вохма）、リュンダ川（Люнда）などがある。11月初頭から4月までは凍結し、その後は雪解け水や溶けた氷などで増水する。
川沿いの主な街にはシャリヤ（Шарья） やヴェトルガ（Ветлуга）、小さな町にはヴァルナーヴィナ（Варнавино）、ヴィトルーシスキー（Ветлужский）、クラースヌイ・エバーキ（Красные Баки）、ヴォスクリセーンスコエ（Воскресенское）などがある。